# Петрікань (комуна)
Петрікань, Петрікані (рум. Petricani) — комуна у повіті Нямц в Румунії. До складу комуни входять такі села (дані про населення за 2002 рік):
- Бойштя (951 особа)
- Петрікань (1758 осіб)
- Тирпешть (1352 особи)
- Цоліч (1584 особи)

Комуна розташована на відстані 305 км на північ від Бухареста, 27 км на північ від П'ятра-Нямца, 86 км на захід від Ясс.

## Населення
За даними перепису населення 2002 року у комуні проживали 5645 осіб.
Національний склад населення комуни:
| Національність | Кількість осіб | Відсоток |
| -------------- | -------------- | -------- |
| румуни         | 5642           | 99,9%    |
| угорці         | 1              | < 0,1%   |
| цигани         | 1              | < 0,1%   |

Рідною мовою назвали:
| Мова      | Кількість осіб | Відсоток |
| --------- | -------------- | -------- |
| румунська | 5642           | 99,9%    |
| угорська  | 2              | < 0,1%   |

Склад населення комуни за віросповіданням:
| Релігія            | Кількість осіб | Відсоток |
| ------------------ | -------------- | -------- |
| православні        | 5050           | 89,5%    |
| п'ятдесятники      | 436            | 7,7%     |
| бретрени           | 106            | 1,9%     |
| адвентисти         | 21             | 0,4%     |
| не релігійні       | 7              | 0,1%     |
| баптисти           | 6              | 0,1%     |
| лютерани           | 5              | 0,1%     |
| старообрядці       | 4              | 0,1%     |
| римо-католики      | 1              | < 0,1%   |
| реформати          | 1              | < 0,1%   |
| греко-католики     | 1              | < 0,1%   |
| не вказали релігію | 6              | 0,1%     |